# Осада Кале (1436)
Осада Кале в июне — июле 1436 года была предпринята герцогом Бургундии Филиппом III Добрым в ходе заключительного этапа Столетней войны.

## Англо-бургундский конфликт
Сразу же после подписания Аррасского договора с королем Франции герцог Бургундский направил гербового короля Золотого руна к Генриху VI с извещением о произошедшем и мирными предложениями. Англичане расценили действия герцога как предательство, его посланник был принят плохо и не получил аудиенции у короля. Герцог Глостер, давний неприятель Филиппа, поклялся отомстить ему за измену, а жители Лондона напали на фламандцев, подданных Бургундии, и тех пришлось взять под защиту.
Ближний совет Генриха VI принял решение о подготовке к войне и приказал гарнизону Кале атаковать владения Филиппа. В ответ герцог Бургундский вернулся к идее своих отца и деда об отвоевании Кале у англичан. Предложение встретило противоречивую реакцию у его приближенных, так как одни уверяли его, что при наличии достаточных сил можно вернуть город, «который был его наследством», другие же указывали на опасности, связанные с этим предприятием. Земли герцога граничили с территориями, оккупированными англичанами, и могли подвергнуться нападению и жестоким репрессалиям, и в случае поражения помощи от короля Франции ожидать не приходилось.
В конце концов, после долгих дебатов, Большой совет, на котором отсутствовал ряд старых друзей герцога, в том числе Жан де Люксембург, не пожелавший воевать против вчерашних союзников, принял решение осадить Кале.
Герцог обратился за поддержкой к фламандцам, и 5 марта прибыл в Гент, где собрал трех членов города, которым изложил свои намерения. Времена, когда Фландрия была заинтересована в английском союзе, миновали, и уже в течение нескольких лет фламандские ткачи жаловались на возрастающую конкуренцию со стороны торговцев британским текстилем. 19 июля 1434 Филиппу, по просьбе городов, пришлось запретить импорт английского сукна в своих государствах. Также фламандцы не переставали протестовать против постоянного увеличения мэром Калезского штапеля пошлин на английскую шерсть, транспортировавшуюся через Кале.
Пиратство, как и во времена Артевелде, было ещё одной причиной неприязни к англичанам.

## Военные приготовления бургундцев
8 марта в присутствии Филиппа состоялось собрание представителей Гента, Никола де Коммина, великого бальи Фландрии, метра Гроссевена Ле-Соважа и других советников, и были изложены претензии фламандцев к англичанам. На следующий день пенсионарий города метр Георг Невелин сообщил герцогу благоприятное решение Расширенного совета и трех других членов Фландрии, согласившихся оказать ему поддержку. «Энтузиазм фламандцев в связи с этой экспедицией был равен только их самомнению», так как они были безусловно уверены в своем военном превосходстве и, ничего определённого не зная о противнике, заранее полагали, что Кале не сможет оказать серьёзного сопротивления.
Филипп потребовал военной помощи от городов Фландрии, Брабанта, Эно, Голландии и Артуа. Этот налог на добрые города и людей церкви был согласован на четыре месяца, на случай, если бы осада продлилась так долго. Первый срок платежа был установлен в июне. Известны суммы выплат нескольких городов, так Брюгге предоставил не менее 36 507 ливров.
Были произведены масштабные закупки артиллерийских материалов. Этим занимались контролер артиллерии герцогов Бургундских Гийом де Труа, а затем Матье де Пре. Для содействия сухопутной армии требовалось снарядить флот, способный прервать английские коммуникации в проливе и блокировать город с моря. Голландцы, к которым Филипп обратился по этому поводу, согласились предоставить требуемые корабли.

## Действия англичан
Англичане также готовились к войне. Пытаясь оторвать фламандцев от герцога Бургундского, Генрих VI в специальном послании напомнил городам Фландрии и Голландии о старинной дружбе, связывавшей их предков с Англией, а также безуспешно пытался возобновить конфликт между герцогом и Якобиной (Жаклин) Баварской. В самой Англии с весны, когда стало известно о намерениях бургундцев, по всем графствам были разосланы комиссары с требованиями субсидий.
Гарнизон Кале начал набеги на французскую территорию. Регент Франции герцог Бедфорд умер в сентябре 1435 года. 1 октября Ричард Вудвиль, эсквайр (оруженосец), был назначен временным командующим в Кале, а 8-го получил приказ вместе с рыцарем Джоном Стьюардом увеличить штат людей, находившихся при Бедфорде.
1 ноября 1435 года герцог Хамфри Глостер был назначен наместником короля в городе, замке и марках Кале, а также в Пикардии, Фландрии и Артуа. Весьма вероятно, что реальное командование в Кале он оставил в руках Джона Рэдклифа, прежнего лейтенанта Бедфорда в этом городе.

## Первые сражения
Первое нападение гарнизон Кале совершил на Булонь, попытавшись овладеть Нижним городом, но наткнулся на сильную оборону. Тогда англичане сожгли несколько кораблей в порту и вернулись на свою территорию. Почти тотчас пятьсот-шестьсот воинов отправились грабить окрестности Гравелина. Жители города спешно направились отражать набег, несмотря на опасения дворян, возглавивших вылазку. В бою англичане убили три или четыре сотни горожан, и взяли 120 пленных.
Жан II де Крой собрал в Пикардии около 1500 воинов, во главе с несколькими сеньорами, соединился с булонцами и выступил в набег на Кале и другие крепости, занятые англичанами. Одновременно командующий Кале вывел в поле двухтысячный отряд для нового набега на Булонь. Узнав, что англичане находятся на мосту Ньёле, де Крой решил их там атаковать. Противник, узнавший от шпионов о приближении бургундцев и французов, приготовился к бою. Яростная атака де Кроя стоила британцам потери от 60 до 80 человек, но, выдержав первый натиск, они контратаковали, обратили нападавших в бегство и гнали до стен Ардра, убив или взяв в плен около сотни. Раненый Жан де Крой со своими людьми укрылся в Ардре, а победители вернулись в Кале, где их торжественно приветствовал граф де Мортен, прибывший с подкреплением.

## Начало экспедиции
В начале июня герцог прибыл в Гент, выставивший в его армию 17 000 человек, и 9-го провел смотр войск, после чего отбыл в Брюгге. Фламандские ополченцы уже в начале похода показали отсутствие дисциплины, разграбив имущество Тьерри д’Азбрука и Жоржа дю Веса, командиров отрядов, полностью разгромленных гарнизоном Кале за несколько недель до этого.
Филипп Добрый был настолько уверен в своих силах, что отклонил помощь коннетабля де Ришмона, прибывшего к нему на встречу в Сент-Омер, и предложившего подкрепление из 3000 воинов, набранных в земле Ко. Желая поразить Ришмона, он пригласил его сопровождать на марше армию, которая везла с собой множество прекрасных повозок, в каждой «из которых был петух, чтобы петь часы дня и ночи».
Армия перешла реку А у Гравелина и встала лагерем у Турнеема. Кроме фламандского ополчения, герцог имел пикардийский и булонский контингенты, а также с ним было некоторое число бургундских сеньоров. Около 22 июня граф д’Этамп с фламандцами атаковал крепость Уа, сдавшуюся на милость победителя. В тот же день гентцы повесили 29, а на следующий ещё 25 защитников этого замка, и герцог с большим трудом добился помилования четырёх или пяти из них. Само укрепление было сожжено и разрушено.
Король Англии 18 июня распорядился мобилизовать войска по всему королевству и собрать флот, командование над которым было поручено адмиралу Англии графу Хантингдону. Не дожидаясь, пока соберутся основные силы Глостера, на усиление гарнизона Кале были направлены 500 человек графа де Мортена.
После взятия Уа бургундская армия подошла к крепости Марк, а сам Филипп совершил отвлекающий манёвр, в тот же день с частью сил подступив к Кале, гарнизон которого устроил вылазку. Она была отбита, и бургундцы захватили некоторое количество скота и другую добычу. 3 июля герцог прибыл к осажденному Марку. Пикардийцы овладели больверком, защищавшим подступы к замку, и защитники крепости отступили в цитадель, против которой фламандцы установили несколько больших машин, но в результате все же были вынуждены принять капитуляцию гарнизона на условии сохранения жизни. 104 человека были отправлены пленниками в Гент; их рассчитывали обменять на фламандцев, содержавшихся в Кале.

## Осада Кале
Крепость Марк была разрушена, после чего армия подступила к Кале. Фламандцы разбили лагерь на том же месте, где стояли палатки Якоба ван Артевелде во время осады города Эдуардом III, а герцог разместился «у самых дюн, рядом с песчаной горой».
Артиллерия осажденных успешно отвечала на первые залпы противника, и заставила бургундцев отступить за их осадные линии. Сам Филипп во время рекогносцирования под стенами крепости едва не был убит огромным каменным ядром, которое поразило рядом с ним трубача и трех лошадей.
Англичане производили постоянные вылазки, исход которых был различным, в зависимости от того, с какими контингентами они сталкивались. Привычные к войне пикардийцы часто отбрасывали противника, хотя и британцы несколько раз одерживали верх. Перед фламандцами же осажденные вовсе не испытывали страха, и, по словам Монстреле, «им казалось, что даже если три фламенга нападут на одного из них, то он и тогда одержит над ними верх».
Тем не менее, герцог продолжал верить во фламандцев, и не собрал в Пикардии и половины войск, которые эта провинция могла выставить. Коннетабль Ришмон хотел атаковать англичан, засевших в Ле-Кротуа, но не мог этого сделать без согласия Филиппа, которому по договору в Аррасе принадлежали города на Сомме. Бургундец не дал ему разрешения на проведение этой выгодной для союзников диверсии, высокомерно сообщив, что после взятия Кале у него самого будет время заняться Ле-Кротуа.
Главный заместитель герцога Жан де Крой с булонцами и геннегаусцами встал лагерем у моста Ньёле и вел перестрелки с осажденными. Филипп отрядил его против английского гарнизона в Гине. По дороге де Крою сдался маленький гарнизон Баленгема, а Гин был покинут англичанами, отступившими в замок, где они выдерживали бургундские атаки. В то же время другой бургундский сеньор, Робер де Савёз, овладел замком Сангат.
Со стороны суши обложение города не было плотным, так как осажденные могли выгонять свой скот пастись за земляные валы. Однажды гентцы, по примеру пикардийцев, которым несколько раз удавалось отбить у противника часть скотины, в количестве двух сотен подкрались к болоту, где паслись животные, но англичане их заметили и неожиданным нападением положили на месте 22 человека, 33 взяли в плен, а остальных обратили в бегство.
Море оставалось свободным, и англичане каждый день подвозили в Кале провизию, снаряжение и людей. Граф ван Хорн в мае начал собирать корабли в Слейсе, но только 25 июля на востоке показался голландский флот. К тому времени герцог Глостер послал под Кале герольда, именовавшегося Кеннебрук, с предложением сразиться в бою и сообщением, что в случае надобности он найдет бургундца и в его собственных государствах. На следующий день герцог собрал фламандских капитанов и потребовал у них помощи для отстаивания своей чести. Все дали ему обещание.
В подражание Эдуарду III соорудили большую деревянную башню (бастилию), с вершины которой можно было наблюдать за действиями осажденных. В этом укреплении была размещена мощная артиллерия Филибера де Водрея, обстреливавшая город. Калезцы несколько раз пытались её захватить, но фламандцы отражали их нападения.

## Попытка морской блокады
После прибытия кораблей было решено, по примеру Эдуарда III, закрыть доступ в порт, затопив в фарватере несколько кораблей. Четыре больших нефа, груженных камнями, подошли к городу, при этом осажденные сумели уничтожить одно судно артиллерийским огнем. 26-го бургундцы затопили ещё два корабля, но море в ту пору было низким, и во время отлива корабли, которые легли на песчаную отмель, частично показывались из под воды. Жители Кале, мужчины и женщины, сумели растащить камни, а затем сожгли нефы.
Флот графа ван Хорна не мог блокировать пролив, «так как море там было очень опасным», и не помешал переправе армии Глостера, собравшейся в порту Сандвича к дню святой Магдалины (22 июля). 25—26 июля, когда бургундцы безуспешно пытались блокировать Кале, англичане провели смотр экипажей кораблей на острове Танет, а 27-го Хамфри Глостер получил верховное командование против «мятежника, называющего себя герцогом Бургундским», как британцы в то время именовали своего прежнего союзника. 30 июля Генрих VI даже назначил его графом Фландрии.

## Недовольство фламандцев
Когда на горизонте показались английские корабли, Филипп Добрый узнал цену своему фламандскому ополчению. Пока герцог со своими рыцарями обсуждал план предстоящего сражения, фламандцы начали вопить об измене. 27 июля Филипп снова добился у капитанов обещания помощи, но в это время осаждённые напали на бастилию, а конный отряд попытался захватить самого герцога. Фламандцы, оборонявшие башню, не оказали серьёзного сопротивления, и из трёх-четырёх сотен, которые там находились, 120 были убиты. Прочих англичане повели в Кале, но перед самыми стенами перерезали половину из них, в качестве возмездия за смерть одного своего рыцаря.
Эта неудача окончательно подорвала боевой дух коммунальных ополченцев, которые стали сбиваться в группы с намерением скорее вернуться к себе на родину. Герцог напрасно взывал к их представлениям о чести, указывая, что они покроют себя позором, не приняв боя с армией Глостера. Под предлогом необходимости обновления законов гентцы заявили, что должны вернуться в свой город к середине августа.
Решив снять осаду, герцог предложил проводить фламандцев до Гравелина под прикрытием регулярных войск, но те заявили, что достаточно сильны и обойдутся без сопровождения. Самые недовольные хотели убить советников герцога — сеньора де Кроя, Бодо де Нуайеля, Жана де Бримё, бальи Амьена, которых обвиняли в неудаче экспедиции, и которым пришлось бежать в лагерь де Кроя перед Гином.

## Отступление
В ночь с 27 на 28 июля фламандцы начали отступление. Гентцы подожгли свой лагерь, где оставалась часть провизии и вооружение, а воины из Брюгге, «весьма недовольные постыдным отбытием», погрузили машины на повозки и привезли в Гравелин. Филипп прикрывал отступление со своими тяжеловооруженными всадниками и приказал де Крою снять осаду Гина. 29 июля осадный лагерь был полностью снят, и в нём бросили несколько орудий.
Поражение Филиппа было полным. На военном совете в Гравелине обсудили меры защиты этого города в случае английского нападения. Последняя попытка удержать фламандцев в Гравелине до приближения противника была безуспешна. Гентцы вдобавок потребовали, чтобы каждому, согласно обычаю, выдали новое платье за городской счет. Отказ герцога выполнить это необоснованное требование, и возвращение ополченцев в Гент, стали прелюдией к тяжелым смутам.

## Последствия
Англичане воздали почести Джону Рэдклифу, энергично руководившему обороной Кале, а в начале августа в городе высадился Глостер с 15 тыс. солдат. Он вторгся в Вестланд, сжёг Поперинге, Байёль, Вервик, а флот разграбил побережье до Бирвлита. Филипп Добрый, собиравший в Артуа и Пикардии войска для отпора вторжению, пытался, при помощи герцогини Бургундской и Жиля де Клера, адвоката верховной скамьи эшевенов Гента, воодушевить фламандскую милицию для отпора захватчикам, но ополченцы испытывали страх перед победителями при Кале.

## Комментарии
1. ↑  Филипп II Смелый готовил экспедицию против Кале в первые годы XV века, а Жан Бесстрашный в 1406 году
2. ↑  Счета расходов герцога датированы с 1 по 10 июля «между Марком и Кале», в четверг 12-го носят пометку «в его квартире близ Кале», и она не меняется до 25 июля (Lennel, p. 141, note 2)